# جون نیوتن
جون نیوتن (انگلیسی: June Newton؛ (زادهٔ ۳ ژوئن ۱۹۲۳ – درگذشتهٔ ۹ آوریل ۲۰۲۱) بازیگر و عکاس اهل استرالیا بود.  او به‌عنوان بازیگر با نام حرفه‌ای جون برونل شناخته می‌شد و در سال ۱۹۵۶ جایزه اریک برای بهترین بازیگر زن را دریافت کرد. از سال ۱۹۷۰ به بعد، به‌عنوان عکاس با نام مستعار «آلیس اسپرینگز» فعالیت می‌کرد. عکس‌های او در نشریاتی چون ونتی فر، اینترویو، ال و وُگ منتشر شده‌اند.
او همسر عکاس مُد، هلموت نیوتن بود.
از فیلم‌ها یا مجموعه‌های تلویزیونی که وی در آن‌ها نقش داشته‌است، می‌توان به هدا گابلر اشاره نمود.